# Cordilura aea
Cordilura aea är en tvåvingeart som först beskrevs av Walker 1849.  Cordilura aea ingår i släktet Cordilura och familjen husflugor.
Artens utbredningsområde är Ontario. Inga underarter finns listade i Catalogue of Life.